# Vadarfåglar
Vadarfåglar (Charadriiformes) är en ordning i djurklassen fåglar. Ordningen omfattar cirka 350 arter som återfinns över alla delar av jorden. Merparten lever i närheten av vatten och lever av ryggradslösa djur och andra små djur, men en mindre del är pelagiska havsfåglar, några återfinns i ökenområden, och ett mycket litet antal lever i täta skogsområden.

## Systematik
Sibley-Ahlquists taxonomi slog samman Charadriiformes tillsammans med havsfåglar och rovfåglar i den utökade ordningen storkfåglar (Ciconiiformes). Detta har senare kritiserats och allt tyder på att Charadriiformes trots allt är en mycket distinkt och omfattande utvecklingslinje.
Inom ordningen delades vadarfåglarna tidigare ofta upp i följande tre underordningar: 
- Charadrii, vadare – merparten är "strandkantsfåglar" i havs- eller sötvattensbiotoper som födosöker genom att sticka ned näbben i leran eller plockar föda från ytan.
- Lari, måsfåglar och andra närbesläktade grupper – större arter där merparten lever av att ta fisk ur havet.
- Alcae, alkfåglar – kustlevande arter som häckar på klippor och dyker effektivt för att fånga fisk.

Genetiska studier visar att denna indelning är felaktig. Exempelvis är alkorna förhållandevis nära besläktade med måsfåglar och att deras "distinkta" morfologi istället beror på anatomiska anpassningar för dykning. Följande taxonomi baseras på sentida forskningsresultat:

### Familjer i taxonomisk ordning
- Underordning Scolopaci – beckasinliknande vadare
  - Familj Snäppor (Scolopacidae)
- Underordning Thinocori – avvikande vadarfåglar
  - Familj Rallbeckasiner (Rostratulidae)
  - Familj Jassanor (Jacanidae)
  - Familj Frösnäppor (Thinocoridae)
  - Familj Stäpplöpare (Pedionomidae)
- Underordning Lari – måsar och andra närbesläktade grupper
  - Familj Måsfåglar (Laridae)
  - Familj Alkor (Alcidae)
  - Familj Labbar (Stercorariidae)
  - Familj Vadarsvalor (Glareolidae)
- Underordning Turnici – springhöns
  - Familj Springhöns (Turnicidae)
- Underordning Chionidi – tjockfotar och andra närbesläktade grupper
  - Familj Tjockfotar (Burhinidae)
  - Familj Slidnäbbar (Chionididae)
  - Familj Magellanpipare (Pluvianellidae)
- Underordning Charadrii – piparliknande vadare
  - Familj Ibisnäbbar (Ibidorhynchidae)
  - Familj Skärfläckor (Recurvirostridae)
  - Familj Strandskator (Haematopodidae)
  - Familj Pipare (Charadriidae)

### Oklar underordning
- Familj Hägerpipare (Dromadidae)

Hägerpiparens placering inom vadarfåglarna har länge varit oklar och de har i olika omgångar placerats närmare Lari, Chionidi och Charadrii.
Springhönsens placering är oklar men har en ganska basal position i Lari-Scolopaci sensu lato-gruppen.
En mer konservativ taxonomi baserad på de senare forskningsrönen placerar Thinocori som en del av Scolopaci, och Chionidi tillsammans med Charadrii, eller också kan Glareolidae placeras i en helt egen underordning.